# Federazione pallavolistica del Bahrein
La Federazione bahreinita di pallavolo (eng. Bahrain Volleyball Association, ara. الأتحاد البحريني للكرة الطائرة, BVA) è un'organizzazione fondata per governare la pratica della pallavolo in Bahrein.
Organizza il campionato maschile e femminile, e pone sotto la propria egida la nazionale maschile e femminile.
Ha aderito alla FIVB nel 1976.